# Lyaud
Lyaud (a volte chiamato Le Lyaud) è un comune francese di 1 515 abitanti situato nel dipartimento dell'Alta Savoia della regione dell'Alvernia-Rodano-Alpi.

## Società

### Evoluzione demografica
Abitanti censiti